# مجلس ایالتی برمن
مجلس ایالتی برمن یا بورگرشافت برمن (به آلمانی Bremische Bürgerschaft) (مجلس ایالتی برمن که به‌طور لغوی به معنای «شهروندی برمن» است) شاخه قانونگزاری شهر آزاد هانزه‌ای برمن در آلمان است. این مجلس، قوه مجریه یا در واقع اعضای سنای برمن را انتخاب می‌کند، بر فعالیت قوه مجریه نظارت می‌کند و قوانین را تصویب می‌کند. مجلس ایالتی برمن در حال حاضر دارای ۸۳ عضو از هفت حزب است. اکثریت فعلی ائتلافی از حزب سوسیال دموکرات، اتحاد ۹۰/سبزها و چپ (Die Linke) است که از شهردار و رئیس سنا آندریاس بوفنشولته حمایت می‌کنند. از این تعداد، ۶۸ نماینده مختص به شهر برمن هستند که با هم اشتات‌بورگرشافت (Stadtbürgerschaft) برمن یا مجلس محلی شهر برمن را تشکیل می‌دهند، این در حالی که برمرهافن نیز دارای پارلمان محلی مخصوص به خود است.

## ترکیب فعلی
پس از انتخابات ۲۶ می ۲۰۱۹، ترکیب مجلس ایالتی برمن به شرح زیر است:
| مهمانی - جشن                           | صندلی‌ها |
| -------------------------------------- | ------- |
| اتحادیه دموکرات مسیحی (CDU)            | ۲۴      |
| حزب سوسیال دموکرات (SPD)               | ۲۳      |
| اتحاد ۹۰/سبزها (Bündnis 90/Die Grünen) | ۱۶      |
| چپ (Die Linke)                         | ۱۰      |
| جایگزین برای آلمان (AfD)               | ۵       |
| حزب دموکرات آزاد (FDP)                 | ۵       |
| شهروندان در خشم (BIW)                  | ۱       |

## رؤسای بورگرشافت
رؤسای مجلس ایالتی برمن از زمان تشکیل عبارتند از:
- ۱۹۴۶–۱۹۶۶ آگوست هاگه‌دورن، حزب سوسیال دموکرات (SPD)
- ۱۹۶۶–۱۹۷۱ هرمان انگل، حزب سوسیال دموکرات (SPD)
- ۱۹۷۱–۱۹۹۵ دیتر کلینک، حزب سوسیال دموکرات (SPD)
- ۱۹۹۵–۱۹۹۹ راینهارد متز، اتحادیه دموکرات مسیحی (CDU)
- ۱۹۹۹–۲۰۱۹ کریستین وبر، حزب سوسیال دموکرات (SPD)
- ۲۰۱۹ آنتیه گروتیر، حزب سوسیال دموکرات (SPD)
- از سال ۲۰۱۹ فرانک ایمهوف، اتحادیه دموکرات مسیحی (CDU)